# Urbánní rozklad

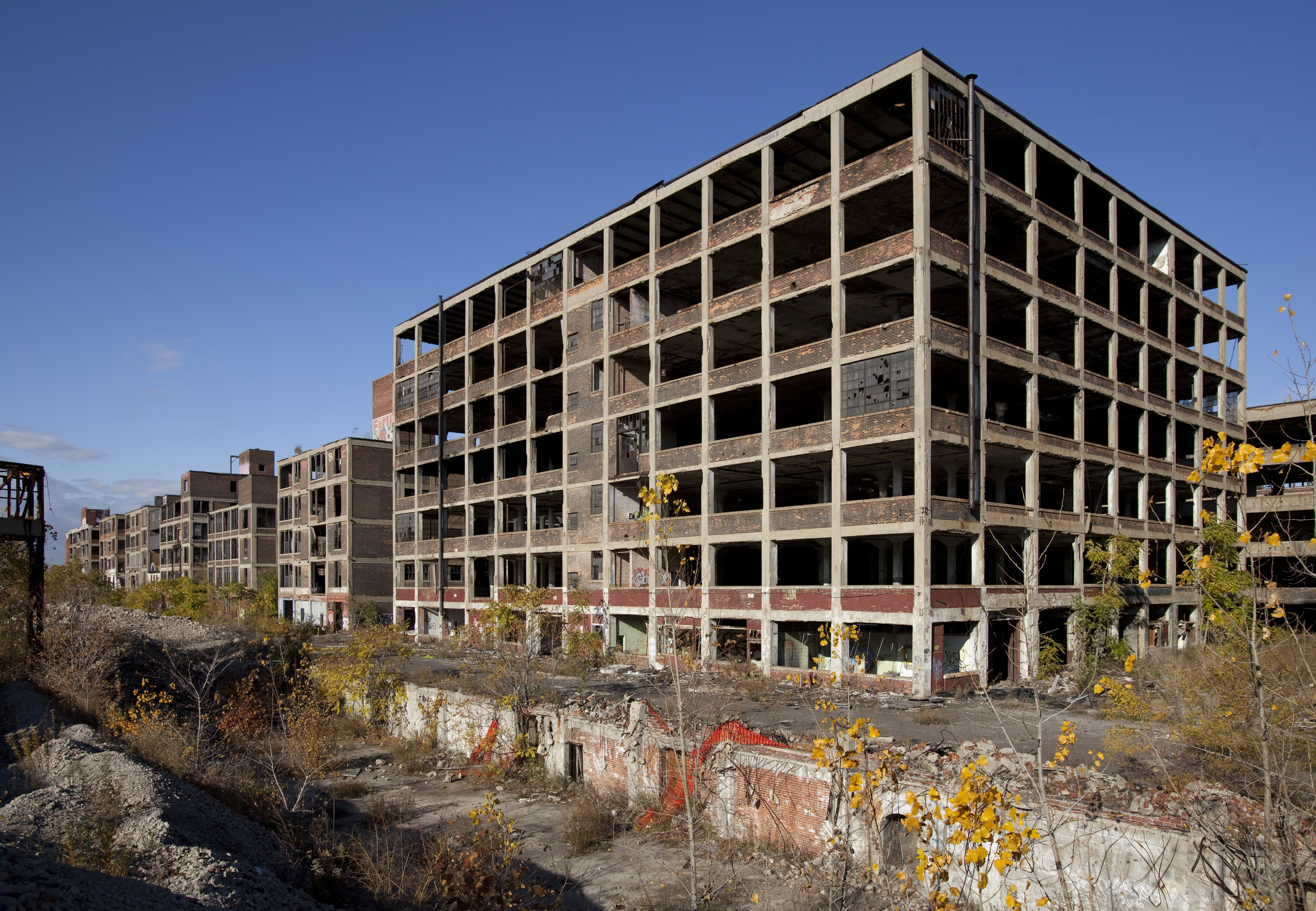
Automobilka Packard v Detroitu v USA, uzavřená od roku 1958. Detroit si prošel výrazným ekonomickým i demografickým poklesem během několika posledních desetiletí.

Urbánní rozklad nebo anglicky urban decay je termín pro sociologický proces, při kterém dříve fungující město nebo jeho část chátrá a upadá.

## Aspekty a příčiny
Urbánní rozklad může zahrnovat následující aspekty:
- Industrializace
- Deindustrializace
- Gentrifikace
- Úbytek obyvatelstva nebo přelidnění
- Kontraurbanizace
- Hospodářská restrukturalizace
- Opuštěné budovy nebo infrastruktura
- Vysoká místní nezaměstnanost
- Zvýšená chudoba
- Roztříštěné rodiny
- Nízká celková životní úroveň nebo kvalita života
- Politické znevýhodnění
- Kriminalita (např. činnost gangů, korupce a drogová kriminalita)
- Velké nebo méně regulované populace městských volně žijících zvířat (např. opuštěná domácí zvířata, divoká zvířata a polodivoká zvířata)
- Zvýšená úroveň znečištění (např. znečištění ovzduší, hlukové zněčištění, znečištění vody a světelné znečištění).
- Opuštěná městská krajina nazývaná „greyfield land” (šedá pole) nebo městské prérie.

Od 70. a 80. let 20. století je úpadek měst fenoménem spojeným s některými západními městy, zejména v Severní Americe a některých částech Evropy. Města zažila odliv obyvatelstva na předměstí a exurbánní příměstské obce často v podobě útěku bílé populace. Další charakteristikou městského úpadku jsou vizuální, psychologické a fyzické účinky života mezi prázdnými pozemky, budovami a zlikvidovanými domy.
Úpadek měst je často důsledkem vzájemně souvisejících socioekonomických problémů, včetně urbanistických rozhodnutí, ekonomické deprivace místního obyvatelstva, výstavby dálnic a železničních tratí, které danou oblast obcházejí nebo přes ni vedou, vylidňování v důsledku suburbanizace okrajových oblastí, realitního vyčleňování čtvrtí tzv. redlining a imigračních omezení.

## Historie
Během průmyslové revoluce se mnoho lidí stěhovalo z venkova do měst za prací ve zpracovatelském průmyslu, což způsobilo populační rozmach měst. Následné ekonomické změny způsobily, že mnohá města byla ekonomicky zranitelná. Studie jako Urban Task Force (DETR 1999), Urban White Paper (DETR 2000) a studie skotských měst (2003) předpokládají, že oblasti trpící úpadkem průmyslu, vysokou nezaměstnaností, chudobou a chátrajícím fyzickým prostředím (někdy včetně kontaminované půdy a zastaralé infrastruktury) se ukazují jako „velmi odolné vůči zlepšení“.
Změny v dopravě z veřejné na soukromou (konkrétně na soukromý automobil) eliminovaly některé výhody služeb veřejné dopravy spojené s městy, např. autobusy a vlaky s pevnou trasou. Zejména na konci druhé světové války mnoho politických rozhodnutí upřednostňovalo rozvoj předměstí a podporovalo suburbanizaci prostřednictvím finančních pobídek, jako jsou vládou podporované půjčky a hypotéky. To umožnilo mnoha veteránům druhé světové války a jejich rodinám, aby si mohli dovolit pohodlné bydlení pro jednu rodinu na předměstí.
Zpracovatelský průmysl byl v minulosti základem prosperity velkých měst. Když se tento průmysl přestěhoval do větších, méně městských prostředí, došlo v některých městech k úbytku obyvatelstva a s tím spojenému úpadku měst, a dokonce i k nepokojům. Může dojít k omezení policejních a hasičských služeb a zároveň k nárůstu lobbingu za státem financované bydlení. Zvýšené městské daně podněcují obyvatele k vystěhování. Libertariánští ekonomové tvrdí, že regulace nájemného přispívá k chátrání měst tím, že omezuje novou výstavbu a investice do bydlení a odrazuje od údržby.